# 明日へのキック・オフ
『明日へのキック・オフ』（原題：Foot Loose & Fancy Free）は、ロッド・スチュワートが1977年に発表したソロ・アルバム。スタジオ・アルバムとしては8作目。

## 解説
当時のスチュワートは、カーマイン・アピスを中心としたレギュラー・バンドを従えており、そのメンバーを中心としてレコーディングされたアルバム。また、かつてアピスが在籍していたヴァニラ・ファッジのメンバーであるマーク・スタインも、バッキング・ボーカルでゲスト参加している。なお、本作に収録されているシュープリームスのカヴァー「キープ・ミー・ハンギン・オン」は、ヴァニラ・ファッジのヴァージョンに近いアレンジになっている。
本作からは、「胸につのる想い」（全英3位・全米4位）、「ホット・レッグス」（全英5位・全米28位）、「ただのジョークさ」（全米22位）がシングル・ヒットした。

## 収録曲

### Side 1
1. ホット・レッグス - Hot Legs (Rod Stewart) - 5:11
2. ユアー・インセイン - You're Insane (R. Stewart, Phil Chen) - 4:45
3. 胸につのる想い - You're In My Heart (The Final Acclaim) (R. Stewart) - 4:42
4. ボーン・ルース - Born Loose (R. Stewart, Jim Cregan, Gary Grainger) - 5:58

### Side 2
1. キープ・ミー・ハンギン・オン - You Keep Me Hangin' On (Brian Holland, Lamont Dozier, Eddie Holland) - 7:28
2. イフ・ラヴィング・ユー・イズ・ロング - (If Loving You Is Wrong) I Don't Want to Be Right (Homer Banks, Carl Hampton, Raymond Jackson) - 5:16
3. ユー・ガット・ア・ナーヴ - You Got A Nerve (R. Stewart, G. Grainger) - 4:57
4. ただのジョークさ - I Was Only Joking (R. Stewart, G. Grainger) - 6:02

## レコーディング・メンバー
- ロッド・スチュワート - ボーカル
- ジム・クリーガン - ギター、バッキング・ボーカル
- ゲイリー・グレインジャー - ギター
- スティーヴ・クロッパー - ギター
- ビリー・ピーク - ギター
- フレッド・タケット - ギター
- フィル・チェン - ベース
- カーマイン・アピス - ドラムス、バッキング・ボーカル
- パウリーニョ・ダ・コスタ - パーカッション
- トミー・ヴィグ - パーカッション
- ジョン・メイオール - ブルース・ハープ
- ジョン・ジャーヴィス - キーボード
- デイヴィッド・フォスター - キーボード
- ニッキー・ホプキンス - キーボード
- フィル・ケンジー - ホーン
- リチャード・グリーン - ヴァイオリン
- デル・ニューマン - ストリングス・アレンジ
- マーク・スタイン - バッキング・ボーカル